# Мельникович Володимир Антонович
Володимир Антонович Мельникович (нар. 28 січня 1959) — генерал-майор Служби безпеки України.

## Життєпис
Народився 28 січня 1959 року в селі Дібрівськ Зарічненського району Рівненської області. За фахом учитель початкових класів,  юрист.
В органах державної безпеки з 1985 року. Працював на посадах оперативного та керівного складу в Управліннях СБУ в Донецькій, Рівненській, Сумській та Центральному управлінні СБУ. Очолював управління Служби безпеки України у Тернопільській (2005—2007), Чернівецькій (2008—2009) та Волинській (2010—2014) областях.
Одружений, має сина.

## Громадська діяльність
З вересня 2014 року В.Мельникович — почесний член Спостережної ради Благодійного фонду «Волинь-2014», основним завданням якого було сприяння військовослужбовцям у зоні проведення Антитерористичної операції, допомога демобілізованим учасникам АТО, їхнім сім'ям і родинам полеглим, а також — сприяння внутрішньо переміщеним особам.
31 березня 2015 року Володимир Мельникович у Луцьку зареєстрував та очолив громадську організацію «Волинський поступ», співзасновниками якої є Ірина Вікторівна Патлашинська — заступник гендиректора ПАТ «Луцьксантехмонтаж № 536» та Дудка Євген Степанович — директор ТОВ «Волинь-зерно-продукт».
З грудня 2016 року В.Мельникович — виконавчий директор Громадської спілки СПАС — «Першої самоврядної аграрної спілки», яка об'єднала найбільших виробників і переробників сільгосппродукції Волинської та Рівненської областей.
З березня 2017 року Володимир Мельникович — координатор Громадської ініціативи «Луцьк-Волноваха. Разом збудуємо храм», зусиллями якої вдалося спорудити в м. Волноваха Донецької області церкву УПЦ Київського патріархату Святого Миколая Чудотворця та забезпечити надання гуманітарної допомоги місцевому населенню та розквартированим у цьому районі військовослужбовцям ЗСУ, ДПСУ, СБУ, Нацгвардії та інших збройних формувань України.